# Achoania
Achoania és un gènere extint de sarcopterigi prehistòric que visqué a principis del període Devonià inferior. Se n'han trobat restes fòssils a la Xina.